# غلوريا غونس
غلوريا غونس (بالإسبانية: Gloria Guinness)‏ هي نجمة اجتماعية مكسيكية، ولدت في 27 أغسطس 1912 في مدينة فيراكروز في المكسيك، وتوفيت في 9 نوفمبر 1980 في إيبالنغس ‏ في سويسرا.

## أصولها المزيفة
كذبت غونس مرارًا حول أصولها لأسباب غير معروفة (يقول البعض حتى تتمكن من إعطاء نفسها جاذبية أكثر) مدعية أنها كانت من فيراكروز (كانت في الواقع من غوادالاخارا)، وأن والدها رجل ثوري قتل بسبب نشاطه (كان صحفيًا مات بسبب مضاعفات صحية في عيادة في سان أنطونيو في تكساس) وذكرت أنَّ والدتها كانت خادمة تعمل في الغسيل أو الخياطة (حيث كانت عضو في نخبة المجتمع المحلي).

## أصولها الصحيحة
لا يمكن إثبات أنّ غلوريا ولدت في غوادالاخارا في المكسيك إلا من خلال بعض الأدلة الوثائقية. هي ابنة خوسيه رافائيل روبيو توريس (1880-1917) وهو صحفي ناجح دعم فرانسيسكو ماديرو وتوفي في المنفى في الولايات المتحدة الأمريكية، وزوجته الأرستقراطية دونا ماريا لويزا دولوريس دي ألاتور دياز- أوكامبو (مواليد 1882) والتي تنتمي إلى عائلة ثرية متملكة للأراضي من ولاية خاليسكو (سليلة دوق ألبا الأول)، وابنة عم ألفونسو رييس.

## حياتها المهنية
كتبت غونس بشكل متكرر عن هاربر بازار. وأكدت في عدد المجلة الصادر في يوليو عام 1963 أن «الأناقة موجودة في الدماغ وكذلك في الجسد والروح. يسوع المسيح هو المثال الوحيد الذي نملكه لشخص واحد يمتلك الثلاثة في نفس الوقت.»

## الموضة
كانت غونس ترتدي العديد من الازياء المصممة من قبل مصممي الأزياء المشهورين مثل كريستوبال بالانسياغا، إلسا شيافاريلي، مارك بوهان وكريستيان ديور، شانيل، هوبير دو جيفنشي، إيف سان لوران، فالنتينو غارافاني، هالسون. وكانت ترتدي أحذية من روجر فيفيير.
كانت واحدة من عارضات الأزياء التي ارتدت بنطال كابري المُصمم من قبل إميليو بوتشي. صورتها مجلة فوغ وهاربر بازار وألبسة النساء اليومية من قبل سيسيل بيتون وريتشارد أفيدون وجون رولينغز وتوني فريسيل وهورست بي هورست وسليم آرونز وهنري كلارك. رسمها بعض الرسامين مثل رينيه بوشي وكينيث باول بلوك وأليجو فيدال كوادراس. احتلت مركزًا في القائمة الدولية لأفضل النساء في ارتداء الملابس من عام 1959 إلى 1963.

## شائعة التجسس
انتشرت شائعة منذ فترة طويلة تفيد باستخدام غلوريا غونس كجاسوسة في مرحلة ما، وأنه عندما تزوجت من زوجها الرابع لم يكن لديها جواز سفر ساري المفعول وكانت بلا جنسية من الناحية القانونية. دعمت هذه الشائعات بظهورها في سلسلة من الكتب التي كتبها ألين غريفيث بعنوان كونتيسة الرومان. كان غريفيث يعرف غونس خلال الحرب العالمية الثانية وكان صديقًا وزميلًا لها في التجسس (في القصة كانت الكونتيسة مواطنة أمريكية خلال الحرب وموظفة في مكتب الخدمات الاستراتيجية). كانت غونس شخصية أسطورية تقريبًا في هذه المرحلة «الكونتيسة فون فورستنبرغ» الساحرة التي حافظت على صداقاتها مع المسؤولين النازيين المهمين، بما في ذلك هيرمان غورينج وحتى أدولف هتلر نفسه، وعاشت في مدريد حياة طبيعية طوال الفترة الأخيرة من الحرب العالمية الثانية كمجندة تجسس لصالح دول المحور.

## حياتها الشخصية
تزوجت غلوريا روبيو أربع مرات. كان زواجها الأول من جاكوبوس هندريك فرانسيسكوس شولتينز المولود في ألمانيا والذي عاش في فيراكروز وعمل في مصنع السكر، وقد تزوجا في مدينة مكسيكو في 31 مارس / آذار عام 1933. كانت غلوريا في العشرين من عمرها وكان العريس ابن يان شولتس وماريا لي كومت وعمره 47 عامًا. حدث الطلاق في وقت لاحق.
كان زواجها الثاني من فرانز إيغون ماريا ماينارد إنجلبرت بيوس ألويسيوس كاسبار فرديناند ديتريش، وهو الغراف الثالث في فورستنبرج-هيردرينغن (1896-1975) والذي تزوجته في 4 أكتوبر / تشرين الأول عام 1935 في كينسينغتون في لندن. وكانت هي زوجته الثانية وامتلك زوجها ابنة من زواجه السابق وهي الممثلة بيتسي فون فورستنبرغ. انجبت غلوريا من هذا الزواج طفلان هما:
- دولوريس ماريا آغاثا ويليلماين لويس (ولدت 31 يوليو / تموز عام 1936 وتوفت في 20 يناير / كانون الثاني عام 2012). تزوجت من أخيها غير الشقيق باتريك بنيامين غينيس في 22 أكتوبر / تشرين الأول عام 1955، أرادت بعد وفاته في حادث سيارة عام 1965 الزواج من آغا خان الرابع وهو الاخ غير الشقيق لزوجها الراحل.[16]
- فرانز إيجون إنجلبرت رافاييل كريستوفورس هوبرتوس، سيد حر من فورستنبرغ هيدرينجن (ولد في 27 يوليو / تموز عام 1939 في برلين ويلمرسدورف).[17] تزوج من أغنيتا ساندبي (من مواليد 12 أبريل / نيسان عام 1943) وهي عارضة أزياء سويدية في 20 أغسطس / آب عام 1967 في كنيسة فيزنوم في السويد.[18] عاد وتزوج بعد طلاقهما من أديلينا فون فورستنبرغ ني كوبريان.

كان زواجها الثالث من الحاكم العثماني أحمد أبو الفتوح فخري (1921–1998)، وتزوجته في عام 1946 وتطلقت منه في عام 1949. وهو الابن الوحيد للأميرة فقية من مصر والكونتيس فلاديمير دي أديكس -ديلمنسينغن.
كان زواجها الرابع والأخير من الكابتن توماس لويل غونس (1906-1988)، عضو في البرلمان وأحد أفراد عائلة بيرة غونس الكبيرة، لكن عمله الخاص في القطاع المصرفي والعقاري حقق له ثروته. تزوجا في 7 أبريل / نيسان عام 1951 في انتيب. كان لزوجها ثلاثة أطفال قبل زواجهم وهم: باتريك بنيامين غونس (1931-1965)، وليام لويل سيمور غونس (مواليد 1939) وبيليندا غونس (مواليد 1941) وهي الزوجة الخامسة والأخيرة لماركيس دفيرين.
كان من بين عشاق غونس ديفيد بيتي وهو السفير البريطاني لدى فرنسا، الذي كتب عنها «لم أحب أبدًا أي شخص إلى هذا الحد ولم أصل إلى هذا الرضى عن شخص ما».
توفت غلوريا غونس في عام 1980 على أثر نوبة قلبية في فيلا زانروك في إيبالينجيس في سويسرا. دفنت بجانب زوجها الأخير في مقبرة في لوزان.

## أملاكها
امتلكت غونس شقة في أبراج والدورف في مانهاتن، ومزرعة تعود إلى القرن الثامن عشر تسمى فيلا زانروك في إيبالينجيس بالقرب من لوزان، ويخت يزن 350 طن، وشقة في جادة ماتيغنون في باريس صممها جورج غيفروي، ومزرعة خيول في النورماندي، ومزرعة في بينكورت، وقصر في مانالابان في فلوريدا.
تطل املاكها في فلوريدا والمقسومة بواسطة طريق سريع على بحيرة من جانب وعلى محيط من جهة أخرى، كان نصفي القصر الذي صممه المهندس المعماري ماريون سيمز ويث في الأربعينيات من القرن الماضي مرتبطان بشكل رائع بواسطة غرفة معيشة عازلة للصوت تقع أسفل الطريق الذي يقسم القصر. بنت غونس أيضا منزل في أكابولكو في المكسيك. كما امتلكت ثلاث طائرات: طائرة آفرو كوماندر للرحلات القصيرة في جميع أنحاء أوروبا، وطائرة نفاثة صغيرة، وطائرة هليكوبتر تحرك بها ليول غونس بين منزل مانالابان وملعب شاطئ النخلة للجولف.

## العمل الخيري
تبرعت بسبعة عشر ثوب من أثوابها شملت اثني عشر قبعة وأزواج من الأحذية وثوب من تصميم أورجاندي من أمسية بالنسياغا عام 1948 مع بعض الأزهار، وثوب سهرة من عام 1965، وثوب سهرة من تصميم مارسيل شومون عام 1949، وثوب سهرة من الخمسينيات لجان لافوري وهو الفستان الوحيد الموجود لهذا المصمم في متحف فيكتوريا وألبرت.

## أحفادها
كان لغونس بعض الأحفاد من خلال ابنتها دولوريس وابنها باتريك هم: ماريا ألكسندرا غونس (مواليد 1956) التي تزوجت فولك (مواليد 1948) في عام 1979، ولويل باتريك غونس (مواليد 1957)، وفيكتوريا غونس (مواليد 1960) والتي تزوجت من فيليب نيارخوس عام 1984 وهو ابن رجل الأعمال اليوناني ستافروس نياركوس.